# Cetățeni (gmina)
Cetățeni – gmina w Rumunii, w okręgu Ardżesz. Obejmuje miejscowości Cetățeni, Lăicăi i Valea Cetățuia. W 2011 roku liczyła 3057 mieszkańców.